# WJBK
WJBK est une station de télévision de langue anglaise affiliée au réseau Fox située à Détroit dans l'État du Michigan appartenant à Fox Television Stations. Elle diffuse à partir de Southfield sur le canal VHF 7 (virtuel 2.1) d'une puissance de 27,2 kW et son signal couvre naturellement Windsor (Ontario).

## Histoire
La station a été lancée le 24 octobre 1948 en tant qu'affilié aux réseaux CBS et DuMont, et a eu beaucoup de propriétaires au cours des années, pour atterrir dans les mains de New World Communications en 1993.
En 1994, New World a signé une entente avec le réseau Fox, dont une clause forçait le changement d'affiliation de toutes ses stations, incluant WJBK à partir du 11 décembre 1994, mettant fin à une affiliation à CBS de 44 ans. CBS a alors élu son nouveau domicile à Détroit auprès de WGPR, qui est devenu WWJ-TV après son achat.

## Télévision numérique terrestre
| Canal virtuel | Image | Ratio | Programmation                          |
| ------------- | ----- | ----- | -------------------------------------- |
| 2.1           | 720p  | 16:9  | Programmation principale WJBK / FOX HD |
| 2.2           | 480i  | 16:9  | Movies!                                |
| 2.3           | 480i  | 4:3   | Buzzr (en)                             |
| 2.4           | 480i  | 16:9  | Heroes & Icons (en)                    |
| 2.5           | 480i  | 16:9  | Catchy Comedy (en)                     |
| 2.6           | 480i  | 16:9  | Fox Weather (en)                       |

## Distribution au Canada
WJBK était jusqu'au 30 avril 2009 distribuée par Shaw Broadcast Services (anciennement Cancom) qui fournissait un signal aux petits câblodistributeurs qui tirent leurs sources par satellite, ainsi qu'aux abonnés de Shaw Direct dans l'est du territoire canadien. C'est maintenant l'affilié WUHF (en) (Fox Rochester) qui est distribué.
WJBK est quand même distribué dans des secteurs de l'Ontario (dont Ottawa) par Rogers Cable ainsi que Cogeco en Ontario et au Québec, et sur Illico télé numérique de Vidéotron en Outaouais.